# 443. strelska divizija (ZSSR)
443. strelska divizija (izvirno rusko 443. стрелковая дивизия; kratica 443. SD) je bila strelska divizija Rdeče armade v času druge svetovne vojne.

## Zgodovina
Divizija je bila ustanovljena decembra 1941 in marca 1942 preimenovana v 284. strelsko divizijo.